# D'Angelo Jiménez
D'Angelo Jiménez (né le 21 décembre 1977 à Saint-Domingue en République dominicaine) est un joueur de deuxième but ayant joué dans les Ligues majeures de baseball de 1999 à 2007.

## Carrière
D'Angelo Jiménez signe son premier contrat professionnel en 1994 avec les Yankees de New York. Il débute dans le baseball majeur avec les Yankees le 15 septembre 1999 mais ne dispute que 7 parties pour ce club. Après une saison 2000 passée en ligue mineure avec le club-école des Yankees à Columbus, il est échangé aux Padres de San Diego le 23 juin 2001 contre le lanceur droitier Jay Witasick. Jiménez joue 86 parties pour les Padres en 2001, frappant ses trois premiers coups de circuit en carrière et totalisant 33 points produits. Frappeur ambidextre et joueur de champ intérieur, Jiménez évolue surtout au deuxième but au cours de sa carrière, mais aussi parfois à l'arrêt-court et au troisième but. En 2002 pour les Padres, il fait une inhabituelle présence au monticule comme lanceur. Il amorce la saison 2002 à San Diego mais est transféré aux White Sox de Chicago le 12 juin en retour du receveur Humberto Quintero. Il complète l'année avec 114 parties jouées au total pour les deux équipes, avec 4 circuits, 7 triples et 44 points produits.
Jiménez obtient plus de temps de jeu et améliore graduellement ses performances en offensive au cours des saisons qui suivent. En 2003, il frappe des records personnels de 153 coups sûrs, 7 triples et 14 circuits, produits 57 points, réussit 11 vols de buts et maintient une moyenne au bâton de ,273 pour deux clubs : en cours d'été le 6 juillet, les White Sox l'échangent aux Reds de Cincinnati pour le lanceur droitier Scott Dunn. Jiménez évolue à Cincinnati jusqu'à la fin de la saison 2005. En 2004, il réussit 152 coups sûrs, compte un sommet en carrière de 67 points produits, vole son plus grand nombre de buts en une année (13) et frappe pour ,270 de moyenne.
Il joue quelques parties pour les Rangers du Texas en 2006 avant de compléter l'année chez les Athletics d'Oakland, avec qui il participe pour la première et seule fois de sa carrière aux séries éliminatoires. Il dispute sa dernière saison en 2007 avec les Nationals de Washington.
D'Angelo Jiménez a joué 641 parties en Ligue majeure de baseball. Sa moyenne au bâton s'élève à ,263 avec 568 coups sûrs, 36 circuits, 290 points marqués, 228 points produits et 36 buts volés. Après une année 2008 en ligue mineure avec un club-école des Cardinals de Saint-Louis, il joue les années suivantes dans le baseball indépendant et en Ligue mexicaine de baseball, où il porte les couleurs de Veracruz, Yucatán et Puebla. Il fait aussi un passage en 2010 dans les mineures avec un club affilié aux Twins du Minnesota de la MLB.